# اریک تالیگ
اریک تالیگ (انگلیسی: Erik Tallig؛ زادهٔ ۱۰ ژانویهٔ ۲۰۰۰) بازیکن فوتبال اهل آلمان است.
از باشگاه‌هایی که در آن بازی کرده‌است می‌توان به باشگاه فوتبال کمنیتس اشاره کرد.